# Leofrico di Coventry
Leofrico di Coventry, conte del Regno di Mercia (968 – 31 agosto 1057), è stato un nobile anglosassone, ricordato come marito di lady Godiva.
Fondatore di monasteri a Coventry e Much Wenlock, fu conte di Mercia presumibilmente dagli anni 1030 fino alla morte. Era figlio dell'ealdorman Léofwine di Mercia, del popolo degli Hwicce, morto intorno al 1023.
Quando nel 1017 Canuto I d'Inghilterra divenne re, divise il paese in quattro parti: il Wessex, la Northumbria, il regno di Mercia e l'Anglia orientale, ponendo a capo di ciascuna di queste terre un conte che rimpiazzasse l'antico titolo di ealdorman. La Mercia fu affidata a Eadric Streona che era ealdorman dal 1007, ma questi morì nello stesso 1017.
Leofrico fu insediato a guida della Mercia ma ne divenne conte di Mercia presumibilmente solo negli anni trenta dell'XI secolo. La carica lo rese  uno degli uomini più potenti del paese dopo Godwin del Wessex. Inoltre Leofrico potrebbe essere stato legato da vincolo matrimoniale a Ælfgifu di Northampton, prima moglie di Canuto I, e questo spiegherebbe perché alla morte di questi, nel 1035, egli preferì sostenere il figlio Aroldo I d'Inghilterra - nato appunto da Canuto I ed Ælfgifu di Northampton - piuttosto che Canuto II d'Inghilterra, nato dall'unione del vecchio sovrano con Emma di Normandia..